# Esel (Solingen)
Esel hieß im 19. Jahrhundert eine Einzelsiedlung innerhalb der Bürgermeisterei Dorp, die heute zu der bergischen Großstadt Solingen gehört. An der Stelle des Ortes befindet sich heute das Grünewaldzentrum, ein kleines Einkaufszentrum mit Parkplatz im Stadtteil Höhscheid.

## Lage und Beschreibung
Der heute in der geschlossenen Bebauung aufgegangene Ort befindet sich im Norden des Stadtbezirks Burg/Höhscheid nahe der Grenze zu Solingen-Mitte. Er befindet sich an der Stelle des heutigen Grünewaldzentrums sowie des benachbarten Ärztehauses am Grünewald an der Grünewalder Straße (Bundesstraße 229) gegenüber der Einmündung der Gasstraße. Dort befindet sich östlich die Villa Gasstraße 9. Nördlich befindet sich das Gründer- und Technologiezentrum Solingen in den ehemaligen Fabrikgebäuden des Unternehmens Friedrich Herder Abraham Sohn, zu denen auch eine denkmalgeschützte alte Dampfmaschinenhalle gehört. Gegenüber befindet sich das J. A. Henckels Zwillingswerk. Nach Nordwesten fällt das Gelände am Hochbunker Walter-Dodde-Straße vorbei in das Pilghauser Bachtal ab.
Benachbarte Orte sind bzw. waren (von Nord nach West): Kirschbaumer Hof, Dickenbusch, Grünewald, Irlen, Brühl, Untenweeg, Obenweeg und Obenpilghausen.

## Etymologie
Der Ortsname ist vermutlich von dem Begriff Esselsgut abgeleitet, der einen Bauernhof bezeichnete, dessen Inhaber nicht zins- oder abgabenpflichtig war.

## Geschichte
Entlang des 1752 bis 1754 ausgebauten Neuen Rheinwegs zwischen Solingen und dem Rheinhafen in Hitdorf entstand zu Beginn des 19. Jahrhunderts im Nordosten der neu geschaffenen Bürgermeisterei Dorp eine Ortslage mit dem Namen (zum) Esel. Sie befand sich gegenüber der Einmündung der heutigen Gasstraße, damals auf freiem Feld entlang der kaum bebauten Straße. In diesem Ort machte sich ein Wirt und Ackerer mit einer Gastwirtschaft einen Namen, die er aufgrund des wirtschaftlichen Erfolgs immer weiter vergrößerte. Er nannte seine Gaststätte Am grünen Wald oder kurz Grünewald. Ein Nachfolger übernahm die Gaststätte 1866 und errichtete etwas nördlich von dem Ort Esel eine neue Gaststätte, die später noch um eine Gartenwirtschaft und 1884 um einen Saalanbau erweitert wurde.
Die Topographische Aufnahme der Rheinlande von 1824 verzeichnet den Ort als am Eſel, die Preußische Uraufnahme von 1844 verzeichnet den Ort nur unbenannt. Er wurde in den Registern der Honschaft Solingen geführt. In der Topographischen Karte des Regierungsbezirks Düsseldorf von 1871 ist nur noch der Nachbarort als Grünewald verzeichnet. Der Nachbarort wuchs im Laufe des 19. Jahrhunderts mit dem Ort Esel zusammen, so dass auch der Name Esel verschwand und durch Grünewald verdrängt wurde, der noch heute für diesen Bereich gebräuchlich ist. Der Volksmund gab der angrenzenden Straße den Namen Grünewalder Straße, der später amtlich eingeführt wurde.
Nach dem Zweiten Weltkrieg wurden die ehemaligen Hofgebäude am Esel abgerissen. An ihrer Stelle entstand in den 1980er Jahren durch die Großkauf (Groka) ein kleines Einkaufszentrum mit Supermarkt (später Kaufpark, heute Rewe Ihr Kaufpark) und einem Non-Food-Discounter.